# Rolandas Jakstas
Rolandas Jakstas (Plunge,  Lituania, 28 de septiembre de 1992) es un jugador de baloncesto lituano. Con una estatura oficial de 2,03 metros, juega en la posición de ala-pívot, aunque puede desenvolverse también como alero e incluso, dada su versatilidad, como pívot.

## Trayectoria profesional
Inició su trayectoria profesional en las filas del Kedainiai BC Nevezis antes de recalar en el BC Neptūnas Klaipėda, ambos equipos de la liga de baloncesto de Lituania.
En la temporada 2014/15 fichó por el Cáceres Patrimonio de la Humanidad, logrando con dicho club el ascenso a la Liga LEB Oro, al que contribuyó decisivamente. Renovó por una temporada con el equipo cacereño, siendo uno de los jugadores más destacados de la temporada 2015/16 en LEB Oro con unos promedios de 13 puntos y 6,1 rebotes por partido, obteniendo además el Trofeo de la afición del Cáceres al mejor jugador de la temporada.
Posteriormente, en 2016/17 retornó a Lituania para jugar en el Utenos Juventus y finalizó la temporada, en calidad de cedido, en el Gries Oberhoffen BC de la Liga NM1 francesa, donde acreditó promedios de 13,1 puntos y 5,1 rebotes en los 18 partidos que disputó.
El 27 de julio de 2017 se anuncia su regreso al Cáceres Patrimonio de la Humanidad de LEB Oro para disputar la temporada 2017/18, si bien una lesión le impidió alcanzar el buen rendimiento de su anterior etapa en el club. Registró medias de 10.7 puntos y 5.1 rebotes.
En agosto de 2018 se hace oficial su fichaje por el Liberbank Oviedo de la Liga LEB Oro. Disputó dos temporadas con el club asturiano en las que sumó 58 partidos. En 2019/20 promedió 11.5 puntos y 3.9 rebotes.
El 14 de agosto de 2020, firma con el Club Basquet Coruña de Liga LEB Oro. Vio reducida su participación, finalizando la campaña 2020/21 con medias de 5.4 puntos y 2.7 rebotes en algo más de 15 minutos por encuentro.
El 13 de julio de 2021, firma con el HLA Alicante de Liga LEB Oro. Completa la temporada 2021/22 disputando 34 partidos y acreditando promedios de 8.6 puntos y 4.2 rebotes. 
El 8 de septiembre de 2022, firma un contrato temporal de dos meses por el San Sebastián Gipuzkoa Basket Club de Liga LEB Oro. El 9 de enero de 2023, pone fin a su contrato con el conjunto donostiarra tras haber disputado 16 partidos en los que contribuyó con medias de 7 puntos y 2.5 rebotes, y seguidamente se incorpora al BC Telšiaii, club de la segunda división lituana, con el que termina la temporada con promedios de 14.5 puntos y 5.7 rebotes.
Comienza la temporada 2023/24 en el BC Telšiai, donde juega hasta el mes de marzo y marca medias de 15.6 puntos y 6.1 rebotes. En abril firma con el Caen Basket Calvados, club de la NM1 francesa, para disputar los últimos partidos de la temporada.

## Selección nacional
Considerado una de las grandes promesas baloncestísticas de su país, durante su etapa de formación llegó a ser internacional con las selecciones de categorías inferiores de Lituania, con las que logró sucesivamente las medallas de oro en los campeonatos de Europa Sub-16 (2008), Sub-18 (2010) y Sub-20 (2012), así como la medalla de oro en el Campeonato del Mundo Sub-19 (2011).